# True Boardman
William True Boardman (Oakland, 21 april 1882 – Los Angeles, 28 september 1918) was een Amerikaanse acteur uit het tijdperk van de stomme film. Hij speelde in meer dan 130 films tussen 1911 en 1919 voordat hij het slachtoffer werd van de grieppandemie van 1918.

## Biografie
Boardman werd geboren op 21 april 1882 in Oakland (Californië) als zoon van William T. Boardman en actrice Caroline "Caro" True. Zijn acteercarrière startte in 1900 in Oakland. Hij deed er enkele jaren theaterwerk voor hij in films begon te spelen.
In januari 1909 trouwde hij met actrice Margaret Shields, beter bekend onder haar artiestennaam Virginia True Boardman. Later dat jaar kreeg het echtpaar een zoon True Eames Boardman, die een lange carrière zou hebben als scenarioschrijver voor radio, film en televisie. Als jongetje was True Eames Boardman in een aantal films te zien, waaronder enkele met Charlie Chaplin en Mary Pickford.
Boardman overleed op 28 september 1918 in Los Angeles op 36-jarige leeftijd aan de Spaanse griep.